# Agarista eucalyptoides
Agarista eucalyptoides là một loài thực vật có hoa trong họ Thạch nam. Loài này được (Cham. & Schltdl.) G.Don mô tả khoa học đầu tiên năm 1834.